# Comme s'il en pleuvait (pièce de théâtre)
Pour le film franco-espagnol, voir Comme s'il en pleuvait.
Comme s'il en pleuvait est une pièce de théâtre de Sébastien Thiéry créée en 2012 au théâtre Édouard-VII dans une mise en scène de Bernard Murat.

## Argument
Un couple, Bruno et Laurence, découvre de l'argent dans son salon. Ils n'ont aucune idée d'où il peut venir et, le lendemain, davantage d'argent apparaît.

## Distribution
- Pierre Arditi
- Evelyne Buyle
- Véronique Boulanger
- Christophe Vandevelde

## Captation
En 2014, la pièce a fait l'objet d'une captation en direct diffusée sur France 2. Celle-ci a connu un grand succès avec 3,7 millions de téléspectateurs.